# Surinaamse roodvoet
De Surinaamse roodvoet (Avicularia metallica) is een spin uit de familie vogelspinnen (Theraphosidae) en lid van het geslacht Avicularia. Deze spin treft men voornamelijk aan in Suriname.